# Huvudritning

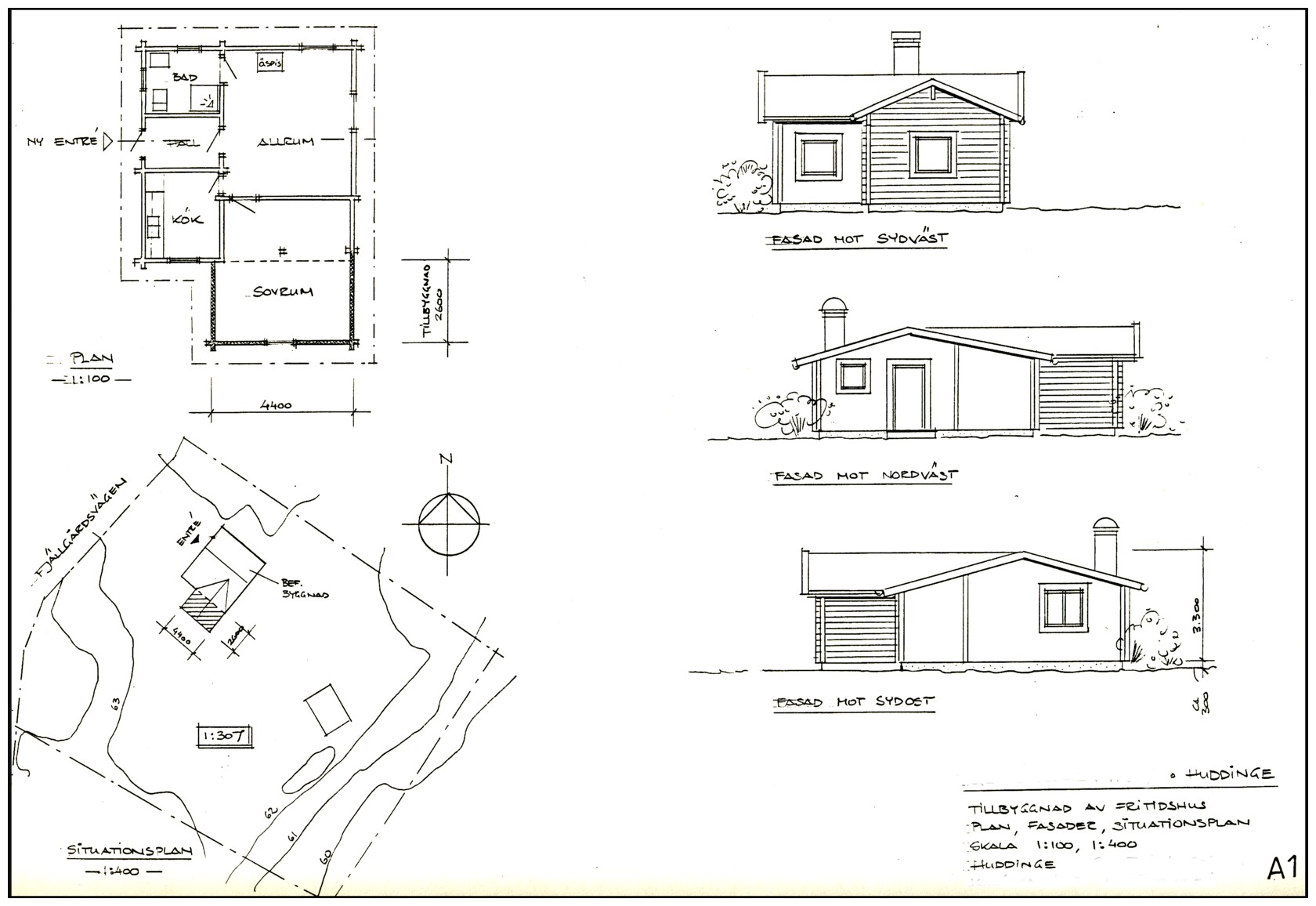
Huvudritning för en fritidsstuga

En huvudritning är en handling som upprättas i samband med ny- eller ombyggnad av byggnader och är en del av underlaget vid ansökan om bygglov.
En huvudritning är en eller flera ritningar som i huvuddrag skall redovisa en planerad byggnads funktionella och arkitektoniska utformning samt dess anslutning till marken. Huvudritningen visar i regel byggnadens planer, sektioner och fasader samt huvudmåtten som längd x bredd och höjd. Ritningen kan i enkla fall upprättas av byggherren själv och skall då vara fackmannamässigt utförd. Vid större projekt är der i regel byggherrens arkitekt som står för huvudritningen. Huvudritningar upprättas vanligtvis i skala 1:100.